# میدوی، شهرستان لوگان، آرکانزاس
میدوی (به انگلیسی: Midway) یک منطقهٔ مسکونی در ایالات متحده آمریکا است که در شهرستان لوگان، آرکانزاس واقع شده‌است. میدوی ۱۴۲٫۹۵ متر بالاتر از سطح دریا واقع شده‌است.